# سکایی‌سوسمار
سکایی‌سوسمار یا اسکیتوسوکوس (نام علمی: Scythosuchus) نام یک سرده از رده خزندگان است.